# کریستی پیگئون
 کریستی پیگئون (انگلیسی: Kristy Pigeon؛ زادهٔ ۱۲ اوت ۱۹۵۰) یک تنیس‌باز اهل ایالات متحده آمریکا است. 